# Partito Operaio Francese
Il Partito Operaio, poi Partito Operaio Francese (in francese: Parti Ouvrier Français, POF) fu un partito francese della Terza Repubblica, il primo partito marxista in Francia.
Partito rivoluzionario, il suo scopo era di abolire il capitalismo e di fondare una società socialista e comunista.

## Storia del Partito Operaio

### Origini
Nel 1878 il Congresso operaio di Lione si costituì in partito, la Federazione del Partito dei Lavoratori Socialisti di Francia (FPTSF). Una prima scissione avvenne nel 1881, quando Édouard Vaillant, di ispirazione blanquista, fondò il Comitato Rivoluzionario Centrale (CRC). Una seconda scissione avvenne nel 1882 in seguito al Congresso operaio di Saint-Étienne. La scissione oppose i «possibilisti», socialisti riformisti di ispirazione proudhoniana, che andarono a formare la Federazione dei Lavoratori Socialisti, e i seguaci di Jules Guesde, di ispirazione marxista, i cui 23 delegati si ritirarono dal Congresso. Si riunirono a Roanne nel settembre 1882 per creare il Partito Operaio.

### Cronologia
- 1882, Jules Guesde fondò il Partito Operaio con Paul Lafargue.
- 1893, il Partito Operaio divenne il Partito Operaio Francese.
- Il POF conobbe dei successi elettorali alle elezioni municipali del 1892 (vittoria a Roubaix, Montluçon, Commentry, Narbonne ...) e alle legislative del 1893 (Jules Guesde fu eletto deputato). Alcuni membri del POF, dimenticando temporaneamente l'obiettivo rivoluzionario, arrivarono a credere che il socialismo sarebbe stato possibile per via elettorale (Programma di Saint-Mandé del 30 maggio 1896).
- 1899, la crisi in seno al socialismo, provocata dalla partecipazione di Alexandre Millerand al Governo di Waldeck-Rousseau, spinge il POF a ritornare alla sua purezza dottrinaria rivoluzionaria (manifesto dell'estate 1899). Secondo alcuni avrebbe allora perso la sua influenza. Così nel 1902 non ottiene, su scala nazionale, che i due terzi dei propri voti del 1898 (benché fosse ricco di 12 deputati)[1].
- 1901, fusione del partito con il Partito Socialista Rivoluzionario blanquista e l'Alleanza Comunista Rivoluzionaria per formare l'Unità Socialista Rivoluzionaria
- 1902, l'Unità Socialista Rivoluzionaria diventa Partito Socialista di Francia (PSdF).
- 1905, il Partito Socialista di Francia si fonde con il Partito Socialista Francese guidato da Jean Jaurès per formare la Sezione Francese dell'Internazionale Operaia (SFIO).

I principali bastioni del Partito furono il Nord, il Pas-de-Calais, la Loira e l'Allier.

## Principali esponenti
- Jules Guesde (1845-1922), membro fondatore, deputato.
- Paul Lafargue (1842-1911), genero di Karl Marx, deputato.
- Marcel Cachin (1869-1958), membro dal 1891, autore della scissione comunista di Tours nel 1920, futuro direttore de L'Humanité.
- Alexandre Bracke-Desrousseaux (1861-1955), professore universitario (docente di Filosofia greca), futuro deputato SFIO.
- Alexandre Zévaès (1873-1953), deputato dell'Isère (1898-1910).
- Bernard Cadenat (1853-1930), deputato del dipartimento Bouches-du-Rhône (1898-1919 e 1924-1930), sindaco di Marsiglia (1910-1912).
- Ulysse Pastre (1864-1930), istitutore, deputato di Gard (1898-1910).
- Jean-Baptiste Bénézech (1852-1909), operaio tipografo, deputato dell'Hérault (1898-1909), presidente della Camera sindacale degli operai tipografi.
- René Chauvin (1860-1936), parrucchiere, deputato del dipartimento della Senna (1893-1898), fondatore della Camera sindacale degli operai parrucchieri. Nel 1914, lascia la SFIO per fondare un piccolo partito operaio che mira al ritorno alla lòotta di classe.
- Hubert Lagardelle (1875-1968), sindacalista rivoluzionario.
- Prosper Ferrero, deputato di Marsiglia nel 1898-1910, sindaco di Tolone (1893), vicepresidente del Consiglio generale (1914-1915).
- Jean Bertrand (deputato eletto a Corbeil).
- Altri deputati: Philippe Krauss (1864-1904), Bernard, Dufour, etc.
- Pierre Mélin (1863-1929)  liutaio, vicepresidente dei Prud'hommes di Valenciennes, deputato.
- Georges Vacher de Lapouge (1854-1936) antropologo, antisemita e propugnatiore dell'eugenetica, procuratore della Repubblica e professore universitario.